# 지지 않는다는 말
《지지 않는다는 말》은 소설가 김연수의 산문집으로 2012년 7월 7일 발간되었다. 
작가의 말 중에서 "내 삶에서 가장 큰 영향을 끼친 건 지지 않는 다는 말이 반드시 이긴다는 걸 뜻하는 것만은 아니라는 깨달음이었다. 지지 않는다는 건 결승점까지 가면 내게 환호를 보낼 수많은 사람들이 있다는 걸 안다는 뜻이다. 아무도 이기지 않았건만, 나는 누구에게도 지지 않았다. 그 깨달음이 내 인생을 바꿨다."가 온라인 상에서 많은 사람들에게 화자가 되며 베스트셀러 대열에 올랐다.